# NZZN
NZZN (acrónimo de Necas, Zica e Zé Nuno) foi a primeira banda portuguesa de heavy metal formada em Cascais em 1979.
Foram uma das bandas que ganharam notoriedade com o boom do rock português, no entanto, já existiam desde 1979 como banda de covers. Tiveram uma carreira de três anos resultando na edição de dois singles e um álbum de estúdio.

## História

### Formação e contexto social
No início da década de oitenta, Portugal vivia numa democracia consolidada do pós 25 de Abril e as pessoas começaram a ter mais dinheiro para comprar instrumentos como para comprar discos, havia uma abertura que não tinha havido antes mesmo em relação àquilo que vinha de fora. Tudo se gravava desde que soasse a rock e em português. A edição constante de singles foi um dos emblemas do boom do rock, proporcionando vendas retumbantes que facilmente atingiam os discos de ouro nos tabelas nacionais. Poucas foram as bandas que chegaram a editar álbuns entre 1980 e 1982. Constituídos, em finais de 1979, por Armindo (vocal), Necas (guitarra), Zé Nuno (baixo) e Zica (bateria), os NZZN iniciaram a atividade musical fazendo covers de Van Halen e AC/DC, mas com a chegada do boom do rock, em 1980, começaram a fazer composições próprias optando pelos textos na língua materna.

### Início de carreira promissora
Em 1980 os NZZN contactaram a editora Vadeca, ligada ao grupo Valentim de Carvalho, que apostava em bandas portuguesas, e convidaram o A&R Ilídio Viana para assistir aos ensaios na Associação Popular de Paço D'Arcos. A aposta da banda fora ganha e lançaram o single "Vem Daí" (1981).
 Com esse tema, os rapazes de Cascais ganharam um lugar na história da música nacional como criadores do primeiro single português de heavy metal, que rapidamente disparou para o primeiro lugar do top do mediático programa da Rádio Comercial, Rock Em Stock. Pela primeira vez uma banda ousava cantar em português um rock pesado associado às críticas sociais. No dia 19 de abril de 1981, participaram no segundo aniversário do programa de rádio Rock Em Stock, no pavilhão do Restelo, juntamente com os UHF, Street Kids, Jafumega, Roxigénio, GNR e Arte & Ofício. Como os UHF eram a banda líder de vendas em 1981, essa proeza despertou nos NZZN, Xutos & Pontapés, IODO e nos Opinião Pública a vontade de associarem-se aos UHF para formarem a agência de espetáculos GRR (Grupo Rock Reunidos) no sentido de serem defendidos de alguns pouco escrupulosos empresários musicais. Essas bandas preenchiam as primeiras partes nos concertos dos UHF e ganhavam maior visibilidade. Assim, os NZZN realizaram uma digressão completa como banda suporte dos UHF percorrendo o país de norte a sul. Conquistaram notoriedade e foram contemplados com rasgados elogios da crítica musical, consolidando as expectativas de um futuro dourado. No fim da digressão tiveram a oportunidade de adquirir a própria logística e tornarem-se autónomos, passando a assumir os próprios concertos nas novas digressões. Lançaram no final do ano o segundo single intitulado "Trip Fixe" (1981), mantendo o sucesso.

### O fim inesperado
Em 1982 a banda era a confirmação de uma nova sonoridade em português, que tentava combater o new wave estabelecido. Lançaram o tão aguardado álbum de estúdio Forte e Feio (1982), mantendo-se o selo da Vadeca. O baixista Zé Nuno já não participou nas gravações do novo trabalho, cedendo o lugar a Paulo. O disco teve produção de Mike Sergeant, que revelou-se inexperiente nesse estilo musical, e o trabalho de estúdio não obteve a qualidade sonora desejada que refletisse a força da música ao vivo dos NZZN. O álbum foi um fracasso nas vendas, na mesma altura em que se vivia o declínio do boom do rock, e a crítica musical não perdoou, como recordou o guitarrista Necas: "Estávamos na contra-maré. O que fazíamos e que sempre fizemos foi um hard rock pesado, mas o que estava mesmo a dar era o new wave", explica, enquanto que o ex baixista do grupo, Zé Nuno, deixa as coisas claras: "Os discos tinham que vender, se não se vendiam a editora deixava de apostar na banda. Nós estivemos em cima com o primeiro single, não estivemos mal com o segundo, mas depois, com o álbum, que já não vendeu o que se esperava, sentimos logo isso", concluiu. O baterista Zica, após ter compreendido o efémero fenómeno do boom do rock, admitiu: "A certa altura sentimos que nunca mais voltaríamos a ser estrelas do rock' n' roll.
No final de 1982, a maioria das bandas resultantes do boom do rock perderam-se pelo caminho, fosse por ingenuidade, falta de solidez nos projetos, escolha voluntária ou desencanto enquanto outras sofriam com poucas ou nenhumas vendas dos seus discos. Da explosão dos loucos anos oitenta resultou a inevitável implosão. Com os NZZN a desfecho não foi diferente pois surgiram problemas internos e a falta de contratos levou a banda a terminar a carreira em 1982.

## Membros
Última formação 
- Armindo — vocalista (1979–1982)
- Necas — guitarra elétrica (1979–1982)
- Paulo — baixo elétrico (1982)
- Zica — bateria (1979–1982)

Ex membro 
- Zé Nuno — baixo elétrico (1979–1981)

## Discografia
| Singles - "Vem Daí" (1981) - "Trip Fixe" (1981) | Álbum de estúdio - Forte e Feio (1982) |